# Mesochorus fuscus
Mesochorus fuscus är en stekelart som beskrevs av Schwenke 1999. Mesochorus fuscus ingår i släktet Mesochorus och familjen brokparasitsteklar. Inga underarter finns listade i Catalogue of Life.